# Dariusz Kowaluk
Dariusz Kowaluk (Komarówka Podlaska, 16 aprile 1996) è un velocista polacco.
Ha partecipato alle Olimpiadi di Tokyo 2020, prendendo parte alle batterie di qualificazione della 4×400 metri mista e contribuendo a far arrivare la sua nazionale in finale, che stata poi vinta da suoi compagni. Anche se non vi ha gareggiato direttamente un finale, ha ricevuto comunque la medaglia d'oro.

## Palmarès
| Anno | Manifestazione   | Sede       | Evento        | Risultato  | Prestazione | Note |
| ---- | ---------------- | ---------- | ------------- | ---------- | ----------- | ---- |
| 2015 | Europei juniores | Eskilstuna | 400 m piani   | 8º         | 47"90       |      |
| 2015 | Europei juniores | Eskilstuna | 4x400 m       | 4º         | 3'10"40     |      |
| 2017 | Europei U23      | Bydgoszcz  | 400 m piani   | Semifinale | 46"74       |      |
| 2017 | Europei U23      | Bydgoszcz  | 4×400 m       | Argento    | 3'04"22     |      |
| 2017 | Universiadi      | Taipei     | 4x400 m       | Batteria   | dnf         |      |
| 2018 | Europei          | Berlino    | 400 m piani   | Batteria   | 46"18       |      |
| 2018 | Europei          | Berlino    | 4×400 m       | 5º         | 3'02"27     |      |
| 2019 | Europei indoor   | Glasgow    | 4×400 m       | 4º         | 3'08"40     |      |
| 2019 | World Relays     | Yokohama   | 4×400 m       | 15º        | 3'04"90     |      |
| 2019 | Universiadi      | Napoli     | 400 m piani   | Semifinale | 46"67       |      |
| 2019 | Universiadi      | Napoli     | 4x400 m       | Bronzo     | 3'03"35     |      |
| 2021 | World Relays     | Chorzów    | 4×400 m       | Batteria   | 3'05"04     |      |
| 2021 | Giochi olimpici  | Tokyo      | 4×400 m       | 5º         | 2'58"46     |      |
| 2021 | Giochi olimpici  | Tokyo      | 4×400 m mista | Oro        | 3'09"87     |      |

## Altre competizioni internazionali
2021
- Campionati europei a squadre di atletica leggera ( Chorzów)